# Muzeum Fabryka Czekolady E.Wedel w Warszawie
Muzeum Fabryka Czekolady E.Wedel – interaktywne muzeum w Warszawie stworzone z inicjatywy pracowników Wedla i stanowiące część najstarszej fabryki czekolady w Polsce należącej do spółki LOTTE Wedel. W budynku, oprócz edukacyjnej części ekspozycyjnej, znajdują się również linie produkcyjne, dzięki którym zwiedzający mogą oglądać powstawanie produktów przedsiębiorstwa. Celem muzeum, położonego przy al. Emila Wedla 5 w Warszawie, jest pokazanie odwiedzającym, poprzez interaktywne ekspozycje, tajników uprawy i przetwarzania ziaren kakao, produkcji czekolady oraz przedstawienie historii rodziny Wedlów. Muzeum zostało otwarte 4 września 2024 w Międzynarodowy Dzień Czekolady. Dyrektorem placówki jest Robert Zydel.

## Historia budynku muzeum
Muzeum Fabryka Czekolady E.Wedel znajduje się w zrewitalizowanym budynku z lat 60. XX wieku, który stanowił część kompleksu produkcyjnego firmy Wedel. Przez lata był on przestrzenią do składowania ziarna kakaowego (42 silosy) i jego przetwarzania na potrzeby procesów produkcyjnych. Następnie, w okresie prywatyzacji w latach 90., ulokowano w nim nowe maszyny i kontynuowano jego użytkowanie do 2008 roku.
Obecnie Muzeum Fabryka Czekolady E.Wedel składa się z dwóch głównych części architektonicznych, które łączą funkcjonalność muzealną z przestrzenią produkcyjną. Budynek, o elewacji przypominającej kostki czekolady, zajmuje powierzchnię ponad 8 tysięcy metrów kwadratowych. Składa się z 6 kondygnacji nadziemnych oraz jednej podziemnej, z których każda pełni określoną rolę w funkcjonowaniu fabryki. Główne wejście znajduje się przy Alei Emila Wedla 5, natomiast z tarasu na 6. piętrze rozciąga się widok na panoramę Warszawy, Park Skaryszewski i Stadion Narodowy.
Budynek pełni rolę wystawienniczą oraz zwiększa moce produkcyjne firmy Wedel, ze względu na znajdującą się w nim przestrzeń magazynową, produkcyjną oraz laboratorium badań i rozwoju, w którym trwają prace nad nowymi produktami.
Projekt architektoniczny nawiązuje do tradycji warszawskiego Kamionka, wykorzystując materiały takie jak szara cegła, której układ przypomina historyczne zdobienia gmachu głównego zakładu Wedla przy ul. Zamoyskiego, zbudowanego w latach 1927–1930. Dodatkowo, okna w budynku są umieszczone w kratownicy elewacji, skierowane na Jeziorko Kamionowskie, co dodatkowo integruje obiekt z lokalnym krajobrazem. Charakterystyczne jest także wpisanie nieistniejących już silosów w nową bryłę i część muzealną Fabryki. Projekt budynku Muzeum Fabryki Czekolady E.Wedel uwzględnia również rozwiązania związane z ochroną środowiska. Materiały użyte w budowie oraz technologie zastosowane w części produkcyjnej pozwalają na redukcję emisji gazów cieplarnianych oraz zmniejszenie zużycia energii. Współcześnie wykorzystane fragmenty konstrukcji dawnych silosów, są nie tylko świadectwem historii firmy, ale również wkładem w ograniczenie śladu węglowego całej inwestycji.

## Wystawa stała
Ekspozycja muzealna rozmieszczona jest na czterech poziomach. Na każdym z nich znajduje się ekspozycja obrazująca inny etap procesu produkcji czekolady – od ziarna kakaowca uprawianego w Ghanie aż po projektowanie opakowań. Wyróżnikiem Muzeum Fabryki Czekolady E.Wedel jest to, że odwiedzający mogą dotykać, smakować i wąchać eksponaty. Poziom 0, o nazwie Przestrzeń Ghanijki obejmuje cześć poświęconą informacji o tym, w jaki sposób pozyskiwane i przechowywane są ziarna kakaowca w Ghanie, skąd sprowadza je Wedel, a także jakiej obróbce trzeba je poddać, aby mogły stać się gotowym produktem. Na poziomie +1, w Przestrzeni Czekoladnika, zobrazowany jest cały proces powstawania czekolady, w którym zwiedzający mogą uczestniczyć, a na koniec spróbować płynnej czekolady, która powstaje na końcu tego procesu. Na tym samym piętrze znajduje się Przestrzeń Cukiernika, która wprowadza w finalny etap przygotowania czekolady i formowania jej w różne kształty. Na ostatnim piętrze muzeum, czyli poziomie +2, znajduje się pokój poświęcony piankom Ptasie Mleczko,w którym zwiedzający mogą poznać historię tego produktu. Po drodze do kolejnej przestrzeni goście mają możliwość zatrzymania się przy makiecie Kamionka wykonanej z czekolady. Miniatura odzwierciedla ducha dzielnicy oraz zawiera w sobie elementy ruchome i świecące. Całość ekspozycji kończy się w Przestrzeni Projektantki, gdzie odwiedzający mogą obserwować, jak zmieniał się wygląd opakowań na przestrzeni lat. W tej sali znajdują się również archiwalne reklamy, opakowania i plakat Chłopca na zebrze. W ramach wystawy stałej zwiedzający mają okazję obejrzeć jak powstają wedlowskie słodycze. W muzeum znajdują się bowiem linie produkcyjne, tj. Linia mas, Chałwy, Sezamków oraz infrastruktura do pakowania CzekoTubki. Na 6. piętrze budynku znajduje się taras widokowy, z którego rozpościera się panorama Warszawy z jej charakterystycznymi punktami. Wystawa przeznaczona jest dla zwiedzających w różnych grupach wiekowych. Została również przystosowana dla osób ze specjalnymi potrzebami.

## Nagrody
- German Design Award 2025 w kategorii Excellent Architecture – Signage and Wayfinding[18]
- Nagroda Architektoniczna Prezydenta m.st. Warszawy XI edycji w kategorii Architektura komercyjna 2024[19]
- Nagroda Architektoniczna Prezydenta m.st. Warszawy XI edycji w kategorii Nagroda mieszkańców 2024[19]